# سید علی خمینی
سید علی مصطفوی (زادهٔ ۲۱ فروردین ۱۳۶۵) مشهور به سید علی خمینی، روحانی شیعه اهل ایران است. وی فرزند سید احمد خمینی و نوه سید روح‌الله خمینی است.

## زندگی شخصی

### تولد و نسب خانوادگی
سید علی مصطفوی ۲۱ مرداد ۱۳۶۵ در تهران زادهٔ شد. پدر و مادرش هر دو از سادات به‌شمار می‌آیند. مادرش سیده فاطمه طباطبایی دختر سلطانی طباطبایی از سادات طباطبایی بروجرد است. پدر سید علی، سید احمد خمینی فرزند سید روح‌الله خمینی و خدیجه ثقفی است. سید علی خمینی ۲ برادر به نام‌های سید یاسر و سید حسن دارد.

### ازدواج
وی با نوه آیت الله سیستانی دختر سیدجواد شهرستانی ازدواج کرده است و دو فرزند دارد.

## تحصیلات

### تحصیلات کلاسیک
سید علی خمینی فوق لیسانس فلسفه غرب از دانشگاه تهران می‌باشد.

### تحصیلات حوزوی
وی با حوزه علمیه شروع کرده و در سال تحصیلی ۸۸ – ۱۳۸۷ شروع به خواندن کتاب کافیه در سال نهم حوزه کرد، همچنین در سال ۱۳۹۲ که ۲۸ ساله بود به جمع اساتید سطوح عالیه حوزه علمیه رسید و تدریس «مکاسب محرمه» از شیخ انصاری را برای طلاب سال هفتم شروع کرد.

## موضع‌گیری‌ها
سیدعلی خمینی در سال ۱۳۹۶ و پس از انتشار فیلم جلسهٔ خبرگان رهبری برای انتخاب خامنه‌ای به رهبری، گفت: «به رهبرمعظم انقلاب افتخار می‌کنیم».
پیش‌تر زمانی که علی معلمی، امام جمعهٔ قائم‌شهر اتهام‌هایی را به حسن خمینی وارد کرده بود، علی خمینی ضمن دفاع از برادرش گفته بود: «از فرزندان امام خمینی یک‌کلام در تضعیف آیت الله خامنه‌ای نخواهید شنید».

## سکونت در نجف
علی خمینی از سال ۱۳۹۷ در نجف سکونت گزیده است. افرادی مثل حسن روحانی و منصور ارضی زمانی که در عراق بوده‌اند با او در خانهٔ خمینی در نجف ملاقات کرده‌اند.